# Trigger Bang
Trigger Bang è un singolo della cantante britannica Lily Allen in collaborazione con il rapper britannico Giggs, pubblicato il 17 dicembre 2017 come primo estratto dal suo quarto album in studio No Shame.

## Videoclip
Il video, diretto da Myles Whittingham, è stato pubblicato il 24 gennaio 2018. Nel video viene presentata la cantante in tre differenti fasi della vita, con il supporto di due attrici a rivestirne i panni di lei più giovane.

## Tracce
- Download digitale[2]

1. Trigger Bang – 3:32